# Kirche Zu den heiligen Märtyrern von Afrika

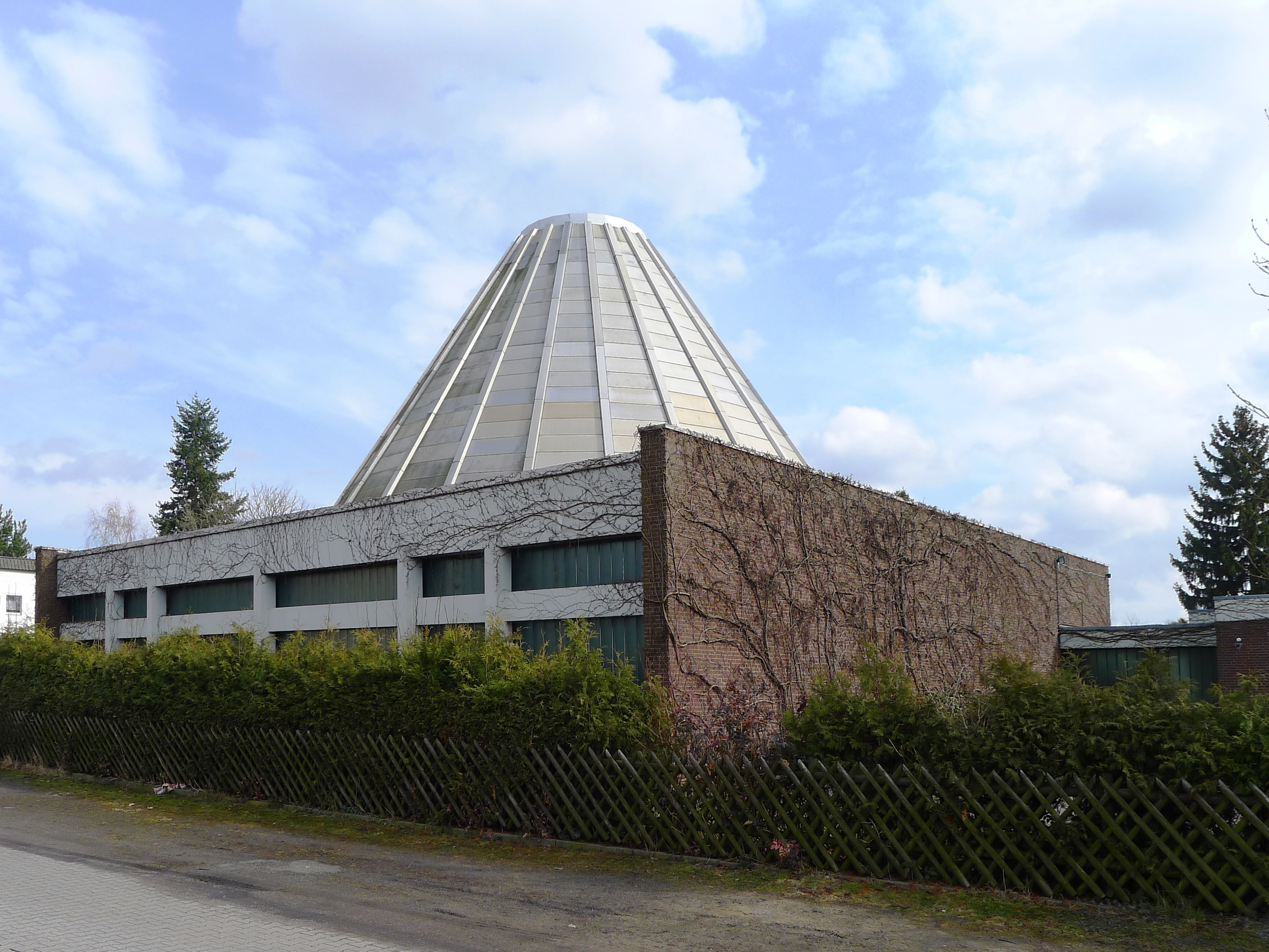
Kirche Zu den heiligen Märtyrern von Afrika

Die ehemalige römisch-katholische Kirche Zu den heiligen Märtyrern von Afrika steht an der Schwebelstraße 22 im Berliner Ortsteil Lichtenrade des Bezirks Tempelhof-Schöneberg. Sie wurde 1975–1977 von Hans Schädel errichtet, das Gemeindezentrum von Hermann Jünemann entstand bereits 1967. Der Gebäudekomplex, ein Stahlbetonskelettbau im Architekturstil der Nachkriegsmoderne, steht unter Denkmalschutz.

## Geschichte
Den Anstoß für eine eigene Kirchengemeinde in Lichtenrade-Nord gaben die Mitte der 1960er Jahre aus Altbaugebieten der Innenstadt in neu errichtete familiengerechte Mietwohnungen und Eigenheime zugezogenen Katholiken. Die Gründung der Tochtergemeinde von Salvator fand am 10. April 1966 statt. Zunächst war die Gemeinde sonntags in der evangelischen Bonhoeffer-Kirche zu Gast. Wenig später wurde ein Kirchenbauverein gegründet. Am ersten Advent 1967 wurde das Gemeindezentrum mit einem vorläufigen Gottesdienstraum mit Pfarr- und Jugendräumen eröffnet, zehn Jahre später war die Kirchweihe. Als Patrozinium wurden die 22 heiligen Märtyrer gewählt, die zwischen 1885 und 1887 in Uganda auf dem Scheiterhaufen starben. 2004 fusionierte die Kuratie Zu den heiligen Martyrern von Afrika mit Salvator, sodass es in Lichtenrade wieder nur die Katholische Kirchengemeinde Salvator gibt. 2008 wurde das Gebäude aufgegeben.
Heute wird das Gebäude als Kindertagesstätte genutzt.

## Baubeschreibung
Der dreimal in Berlin erbaute Modelltyp – die weiteren sind die St.-Dominicus-Kirche in Gropiusstadt und die St.-Markus-Kirche im Falkenhagener Feld – besteht aus einem niedrigen Zentralbau auf quadratischem Grundriss, der bis auf die offene Grundfläche einer Kuppel mit einem Flachdach aus Beton bedeckt ist. Die Kuppel hat die Form eines Kegelstumpfes, ein Skelett aus 24 Balken trägt das Aluminiumdach. Der untere Teil des Kegelstumpfes, direkt über dem Flachdach, wird von einem Fensterband umsäumt. Die Deckfläche des Kegelstumpfes besteht aus einer liegenden Fensterrose. Diese Kirchen werden wegen der Form der Kuppeln von den Berlinern auch als „St. Melitta“ bezeichnet.
Der Flachbau hat an zwei sich gegenüberliegenden Seiten fensterlose Wände aus rotbraunen Ziegeln. Die beiden anderen, zur Straße und zum Hof gelegenen Wände sind zwischen den Pfosten und Stielen des Rahmens mit Dickglas versehen. In der Tiefe des Grundstücks befinden sich, durch eine Pergola in Sichtbeton verbunden, weitere Trakte des Gebäudeensemble und der Glockenturm. Sie gruppieren sich um den Hof, in dem auch ein Brunnen mit der Statue der Theresia von Lisieux steht. Sie ist die Patronin der Weltmission.
Die Bänke des Kirchengestühls sind kreisförmig um den Altar angeordnet, der unterhalb des Scheitelpunktes der Kuppel steht. Die Altarinsel ist um eine Stufe erhöht. Sie ist um einen Bereich ohne Bänke erweitert, an dessen Ende eine freistehende Reliefwand vor der zur Straße liegenden Glasfront steht, in dem der Tabernakel integriert ist. Im Altar befindet sich eine Reliquie des Märtyrers Karl Lwanga. Die gesamte Ausstattung des Innenraums, der Tabernakel, der Ambo und die Stationen des Kreuzweges wurden in den Materialien Beton und Bronze von Hans Wachter gestaltet.
Im Glockenturm hängt eine 1934 gegossene Bronzeglocke. Sie wiegt 135 kg, hat einen Durchmesser von 64 und eine Höhe von 52 cm. In der Schulter trägt sie die Inschrift „REGINA PACIS“, im unteren Teil der Flanke „GEGOSSEN VON DER MÄRKISCHEN GIESSEREI HENNICKENDORF B. BERLIN“.